# Bardomuseet

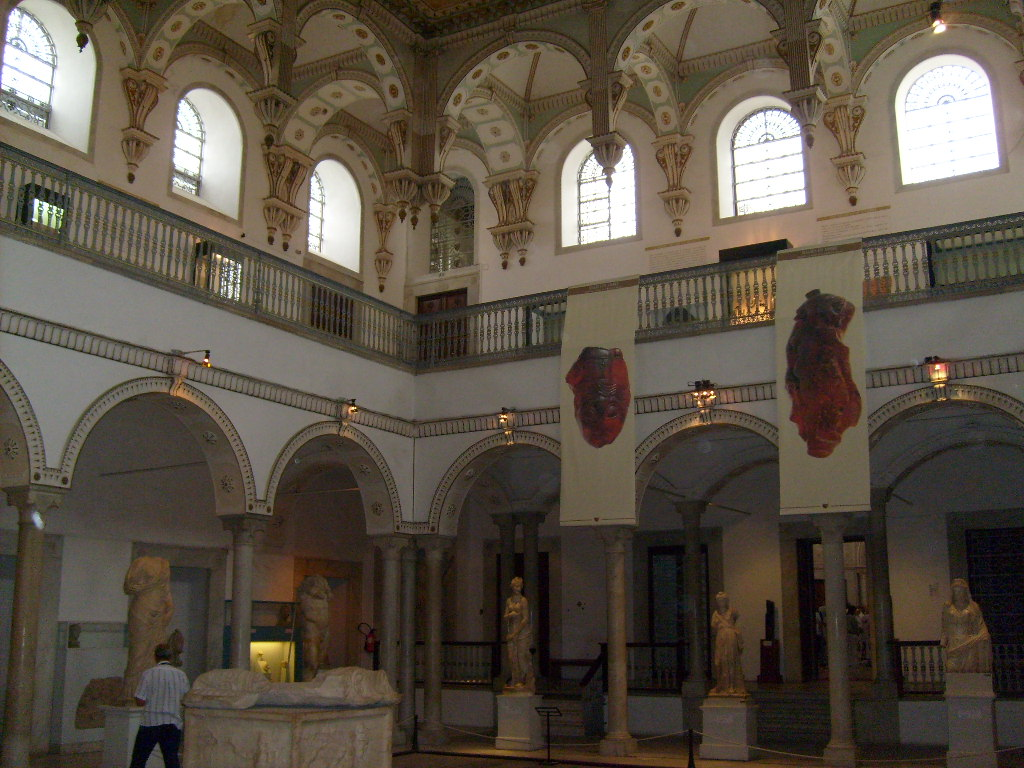
Kartago-salen i Bardomuseet

Bardomuseet i Tunis är Tunisiens nationalmuseum. Det öppnades 1888 och är ett av Afrikas största.
Museet har omfattande samlingar från många epoker, bland annat från de världsarv som finns i Tunisien: Kartago, gamla staden Dougga, amfiteatern i El Jem, samt medinorna i Kairouan, Tunis och Sousse. 
Den 18 mars 2015 utfördes ett terrordåd utanför Bardomuseet, då minst 20 människor sköts ihjäl. 